# لاتور (میزوری)
لاتور (به انگلیسی: La Tour) یک منطقهٔ مسکونی در ایالات متحده آمریکا است که در شهرستان جانسون، میزوری واقع شده‌است. لاتور ۰٫۳ کیلومتر مربع مساحت و ۶۵ نفر جمعیت دارد.